# Pius Kirop
Pius Kirop (ur. 8 stycznia 1990) – kenijski lekkoatleta specjalizujący się w biegach długodystansowych.
Podczas mistrzostw świata w półmaratonie w Kawarnie (2012) zajął czwarte miejsce oraz zdobył złoty medal w klasyfikacji drużynowej.
Rekordy życiowe: półmaraton – 59:25 (12 kwietnia 2012, Berlin).

## Osiągnięcia
| Rok  | Impreza                           | Miejsce | Konkurencja            | Lokata     | Wynik   |
| ---- | --------------------------------- | ------- | ---------------------- | ---------- | ------- |
| 2012 | Mistrzostwa świata w półmaratonie | Kawarna | półmaraton             | 4. miejsce | 1:01:11 |
| 2012 | Mistrzostwa świata w półmaratonie | Kawarna | półmaraton (drużynowo) | 1. miejsce | 3:03:52 |